# Tom Alley

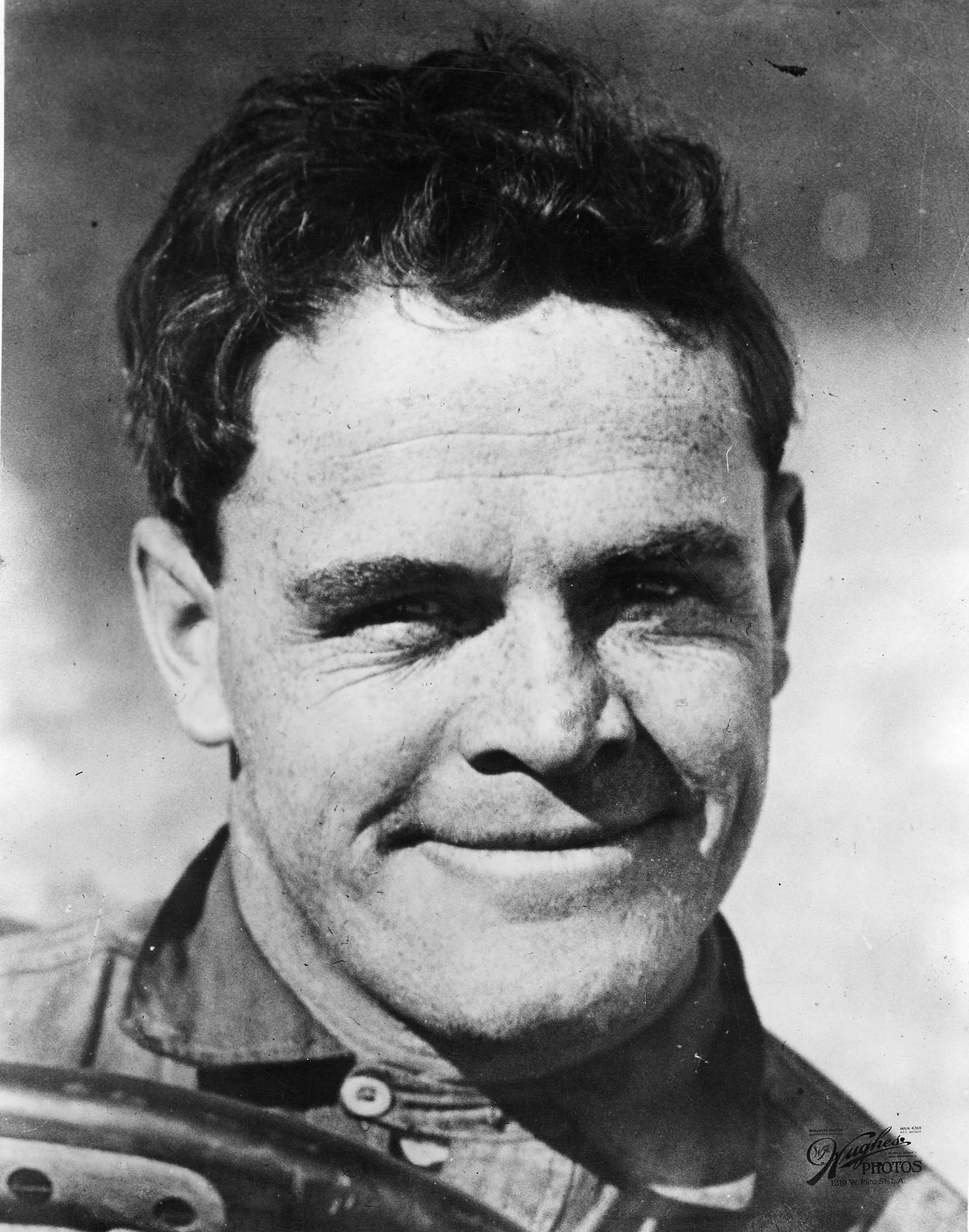
Tom Alley 1921

Thomas Wilkenson „Tom“ Alley (* 21. Mai 1889 in Metamora, Franklin County Indiana; † 26. März 1953 in Indianapolis, Indiana) war ein US-amerikanischer Automobilrennfahrer.

## Leben
Alley war ein Sohn des Fotografen Cassius Alley und dessen Frau Sarah (geborene Bunyard, ⚭ 19. Januar 1879). Er hatte drei Brüder und eine Schwester. Sein Vater starb im Alter von 57 Jahren während einer Autofahrt im August 1915 an einem Herzstillstand. Er war mit dem älteren Bruder Kenneth Alley und seiner Frau unterwegs, als er plötzlich am Steuer zusammensackte. Der andere Bruder hieß Clifford (oder Cliffton) Alley, die Schwester hieß Nell (oder Nellie) und ein weiterer Bruder hieß Frank († 1885).

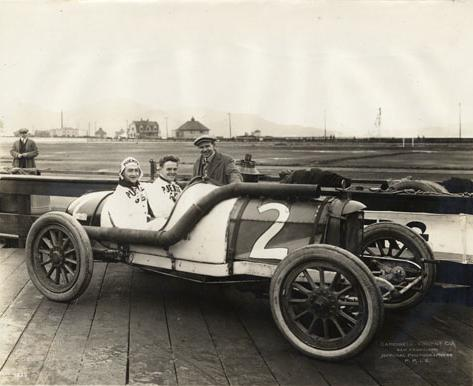
Tom Alley auf Duesenberg vor dem Vanderbilt Cup / Grand Prize der USA in San Francisco 1915

Alley zog zunächst nach Burlington in Vermont und arbeitete anschließend als Mechaniker in einer Werkstatt der Locomobile Company in Chicago. Dort lernte er den Rennfahrer Ralph DePalma kennen. Da DePalma keinen Rennmechaniker an seiner Seite hatte nahm er Alley in sein Team auf. Gemeinsam konnten sie mit DePalma am Steuer im August 1912 zwei Siege in bei den Rennen in Elgin einfahren und gewannen ein Meisterschaftsrennen auf der Milwaukee Mile und beim Vanderbilt Cup. Kurz darauf wurden beide beim Großen Preis von Amerika schwer verletzt als sich ihr Mercedes in der 51. Runde überschlug. Alley startete 1913 als Ersatz für George Clark (1890–1978) beim Rennen Indianapolis 500. Am 4. Juli 1914 ließ Fred Duesenberg ihn mit dem Mechaniker Pete Henderson der Sandbahn in Sioux City teilnehmen, bei der er den 4. Platz belegte.
Alley belegte bei den Strandrennen vom 30. Juli bis 3. August in Galveston zweimal den zweiten und einmal den dritten Platz. Nach einigen Ausfällen konnte er im Oktober in Galesburg Dritter werden und errang beim 100-Meilen-Rennen auf dem Hamline Speedway, St. Paul, Minnesota seinem ersten Sieg.
1915 erreichte Alley den 3. Platz beim San Diego Exposition Road Race und errang im Laufe des Jahres weitere Podestplätze und Top-5-Platzierungen. Bei seiner Teilnahme in Indianapolis wurde er Achter. Im Jahr 1916 nahm er nur an wenigen Rennen teil und verließ Duesenberg zum Ende des Jahres. 1917 startete er überwiegend in Chicago und erreichte neben einem Sieg 4 weitere Top-5-Platzierungen. Nach einem Unfall am Ende des Jahres 1918 fuhr er bis 1925 nur noch gelegentlich bei Rennen mit. Anschließend zog er sich aus dem Renngeschehen zurück und betrieb eine Reparaturwerkstatt. Er wohnte zuletzt in der Virginia Avenue 320 in Indianapolis und starb während eines dreiwöchigen Aufenthalts im General Hospital von Indianapolis und wurde in seinem Geburtsort beigesetzt. Seine Schwester Nell überlebte ihn.